# 2006年世界房車錦標賽墨西哥站
2006年世界房車錦標賽墨西哥站是2006年度世界房車錦標賽的第六站賽事，正式比賽在2006年7月30日於墨西哥米格爾賽道上舉行。這是第二次在墨西哥舉行賽事。第一回合由N.Technology車隊的達華奴勝出，第二回合由N.Technology車隊的法夫斯勝出。